# Ceratina manni
Ceratina manni (лат.) — вид пчёл рода Ceratina из семейства Apidae (Xylocopinae).

## Распространение
Южная Америка: Бразилия.

## Описание и этимология
Мелкие пчёлы, длина тела менее 1 см. Тело слабопушенное, металлически блестящее с грубой скульптурой. От близких видов (Ceratina fioreseana) отличается следующими признаками: жёлтое пятно в средней параокулярной области, почти достигает высоты верхней части эпистомального шва; жёлтые пятна в нижней параокулярной области большие, овальные, расположены около тенториальной ямки; скапус, педицель и первые три членика жгутика темно-коричневые; верхние углы клипеуса и прилегающая параокулярная область с четко видимой микротекстурой; передние голени и лапка жёлтая; вертлуги, бёдра и голени средних и задних ног чёрные; жёлтая полоса щеки, расположена в её верхней части; места прикрепления усиков расположены в неглубокой впадине, лоб и надклипеальная область приподняты над наличником и срединной параокулярной областью, головные швы неглубокие; супраклипеальная ровная приподнятая поверхность субтреугольной формы. Вид был впервые описан в 1912 году американским энтомологом Теодором Коккереллем (Theodore Cockerell; 1866—1948). Назван в честь американского энтомолога William Mann (1886—1960), собравшего типовую серию.
Биология не исследована. Вид включён в состав неотропического подрода C. (Ceratinula) Moure, 1941.